# 가미코마역
가미코마역(일본어: 上狛駅, かみこまえき)은 일본 교토부 기즈가와시에 있는 서일본 여객철도의 철도역이다.

## 역 구조
상대식 승강장으로, 2면 2선 형태의 지상역이다. 단, 교행하지 않을 경우에는 1번 승강장만을 사용한다. 우지 역 관할권에 있는 간이역이며, 역 업무는 JR 서일본 교통 서비스가 대신 하고 있다. 이코카 및 제휴 교통카드의 사용이 가능하다.
미야코지 쾌속이 교행을 위해 임시로 정지하지만, 출입문을 열지는 않는다.

### 승강장
| 1 | ■ 나라 선 | 상행 | 우지 · 교토 방면               |
| 1 | ■ 나라 선 | 하행 | 기즈 · 나라 방면 (교행시 제외) |
| 2 | ■ 나라 선 | 하행 | 기즈 · 나라 방면               |

## 역사
- 1902년 5월 3일 - 나라 철도의 다나쿠라 역 ~ 기즈 역 사이에 신설 개업했다.
- 1905년 2월 7일 - 회사 합병에 따라 간사이 철도의 소속이 되었다.
- 1907년 10월 1일 - 국유화에 따라 일본국유철도의 소속이 되었다.
- 1909년 10월 12일 - 메이지 정부의 철도 선로 명칭 제정에 따라 나라 선의 일부가 되었다.
- 1987년 4월 1일 - 민영화에 따라 서일본 여객철도의 소속이 되었다.
- 2003년 11월 1일 - 이코카의 사용이 개시되었다.

## 인접역
| 서일본 여객철도    | 서일본 여객철도         | 서일본 여객철도 |
| ------------------ | ----------------------- | --------------- |
| 다나쿠라 교토 방면 | ■ 나라 선 구간쾌속·보통 | 기즈 나라 방면  |